# ゲオルク・ヴィルヘルム・フォン・ハノーファー (1915-2006)
ゲオルク・ヴィルヘルム・フォン・ハノーファー（ドイツ語: Georg Wilhelm von Hannover, 1915年3月25日 - 2006年1月8日）は、ブラウンシュヴァイク公国の公子。ハノーファー王子、グレートブリテンおよびアイルランド王子、ブラウンシュヴァイク＝リューネブルク公。

## 生涯
1915年3月25日、ブラウンシュヴァイク公エルンスト・アウグストとその妃であったプロイセン王女ヴィクトリア・ルイーゼ（ドイツ皇帝ヴィルヘルム2世の末子）の間に次男（第2子）としてブラウンシュヴァイクで生まれた。1918年にドイツ革命が発生するとエルンスト・アウグストも皇帝や他の諸侯と同様に退位宣言へ署名し、公国はヴァイマル共和政ドイツ国のブラウンシュヴァイク自由州となった。
1930年から1934年まで、バーデン共和国ユーバーリンゲン（現在のバーデン＝ヴュルテンベルク州ボーデンゼー郡）のボーデン湖畔にあったボーディングスクールのザーレム城校で学んだ。ザーレム校は教育家のクルト・ハーンが、ゲオルク・ヴィルヘルムの義理の伯父でありドイツ帝国宰相も務めたバーデン大公子マクシミリアンの援助を受けて創設したもので、ゲオルク・ヴィルヘルムも1948年から1959年まで代表となった。
ゲオルク・ヴィルヘルムは国際オリンピック委員会（IOC）やドイツオリンピックスポーツ連盟（DOSB）のメンバーも務めた。
2006年1月8日、脳動脈瘤のためバイエルン州オーバーバイエルン行政管区ミュンヘンで死去した。

## 子女
1946年、ヘッセン＝カッセル公子クリストフの未亡人だったギリシャ・デンマーク王女ソフィア（ゾフィー）と結婚した。式は市民婚が4月23日に、宗教婚が翌4月24日に行われた。ゾフィーとの間に以下の2男1女を儲けた。
- ヴェルフ・エルンスト・フォン・ハノーファー（1947年 - 1981年）：バグワン・シュリ・ラジニーシの弟子
- ゲオルク・フォン・ハノーファー（1949年 - ）
- フリーデリケ・フォン・ハノーファー（1954年 - ）